# Гевара, Исабель де
Исабель де Гевара (исп. Isabel de Guevara; fl. 1530 — после 1556) — одна из немногих европейских женщин, откликнувшихся на предложение испанской короны стать участником миссии по колонизации Нового Света во время первой волны завоеваний и заселения его. В 1534 году она отплыла в рамках первого путешествия Педро де Мендосы в составе группы из 1500 колонистов, в том числе 20 женщин, направлявшихся в регион Рио-де-ла-Платы на территории нынешней Аргентины. Согласно испанским источникам, она «претерпела все неудобства и опасности завоевания». Переписка де Гевары представляет собой одну из самых сложных и важных картин, изображающих все тяготы и опасности жизни колонизаторов.
Исабель де Гевара подсчитала, что в течение трёх месяцев после прибытия из-за враждебности со стороны индейцев, голода и лишений тысяча поселенцев, прибывших с ней в Новый Свет, умерли от голода. По оценкам других колонистов, их было около 10 000 человек.

## Колониальные завоевания
В одном из своих самых ранних писем Исабель де Гевара рассказывала, как «400 человек и несколько лошадей» отправились к новому форту Корпус Христи, оставив лишь 160 колонистов для обороны . Почти половина этих людей погибла во время миссии. Она смогла выжить и описала других своих товарищей по несчастью как «очень иссохших, с чёрными зубами и губами, больше похожих на мертвецов, чем на живых».
К 1556 году Исабель де Гевара прожила в Америке уже 22 года. Она потеряла брата или отца (записи неясны), таким образом оставшись без семьи. Она оставила Буэнос-Айрес, когда тамошняя крепость была заброшена, чтобы преодолеть опасные 1300 км пути вверх по реке Парана в Асунсьон, столицу Парагвая. В 1542 году Исабель вышла замуж за Педро де Эскивеля, кастильца, который впоследствии был казнён во время междоусобных политических войн.
В письме, которое Исабель де Гевара написала в 1556 году принцессе Хуане, бывшей главой Совета по делам Индий, она утверждала, что её заслуги давали ей право на раздел земли и местных рабов. Она отмечала, что, поскольку голод заставил колонистов-мужчин «впасть в слабость», «вся работа была оставлена женщинам», включая гражданские и военные функции.